# Arådalen
Arådalen är en dalgång omedelbart väster om fjället Hundshögen (1371 m) i södra Oviksfjällen, Ovikens socken, Bergs kommun, Jämtlands län. Dalgången utgör Arådalens naturreservat och är uppkallad efter vattendraget Arån som rinner söderut genom dalgången.

## Geografi

Kronoavratslandet Arådalen, Sannbodarne och Bodsjö. Avmätning, Ovikens socken 1762.

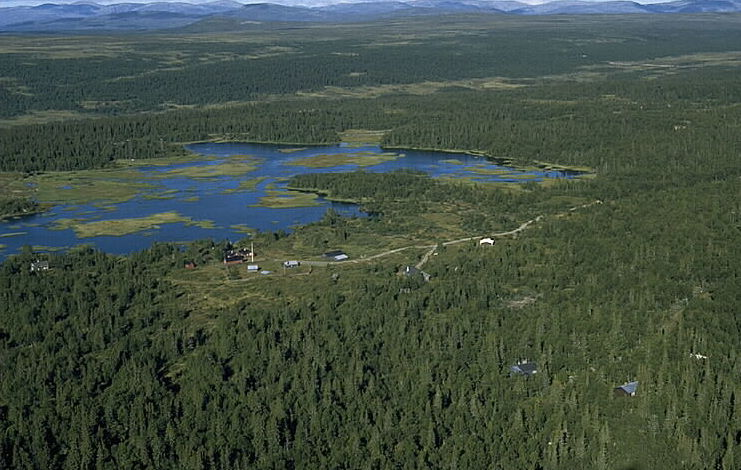
Flygfoto över Arådalen, 1996.

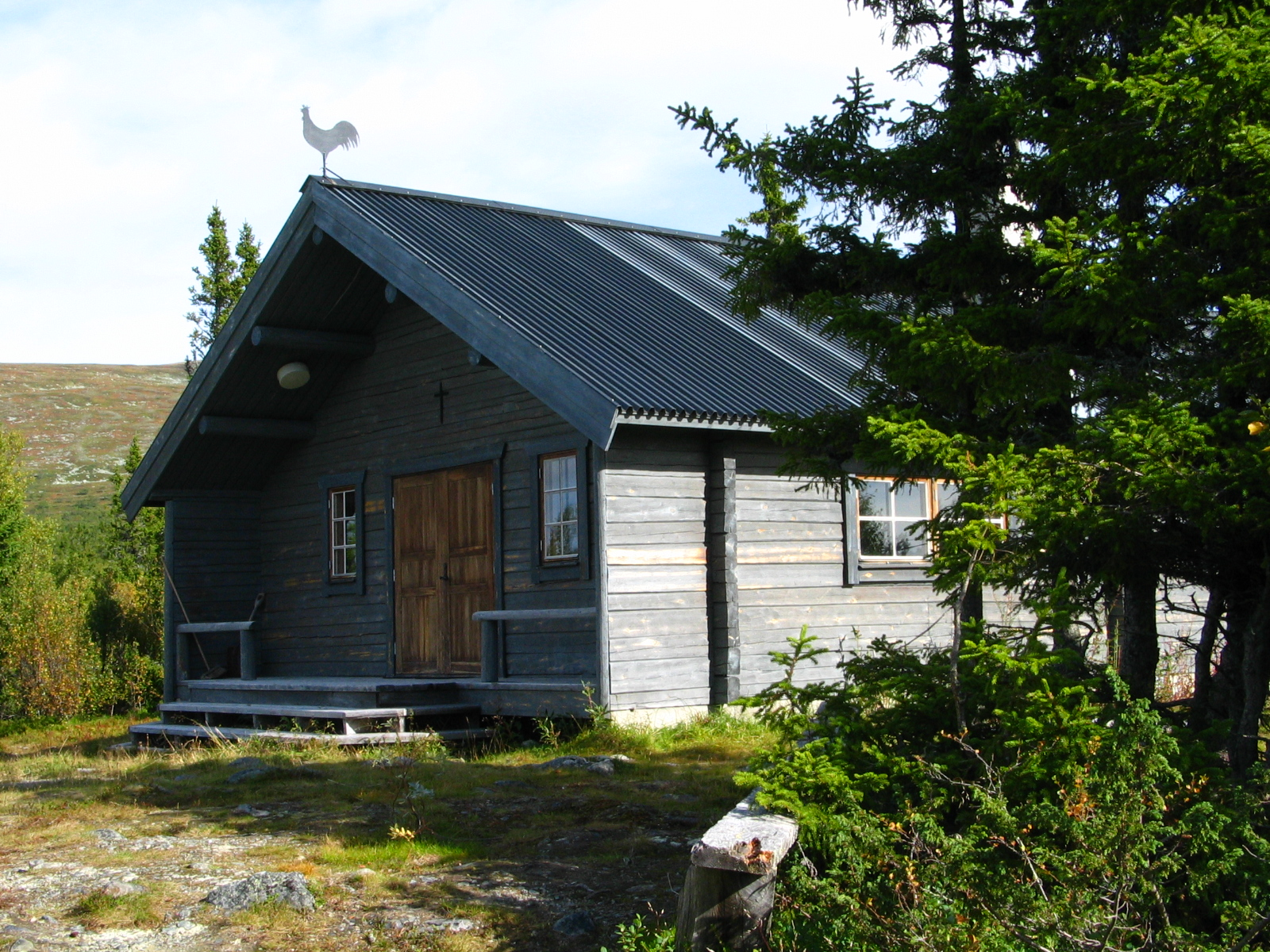
Kapellet i Arådalen nära turiststationen

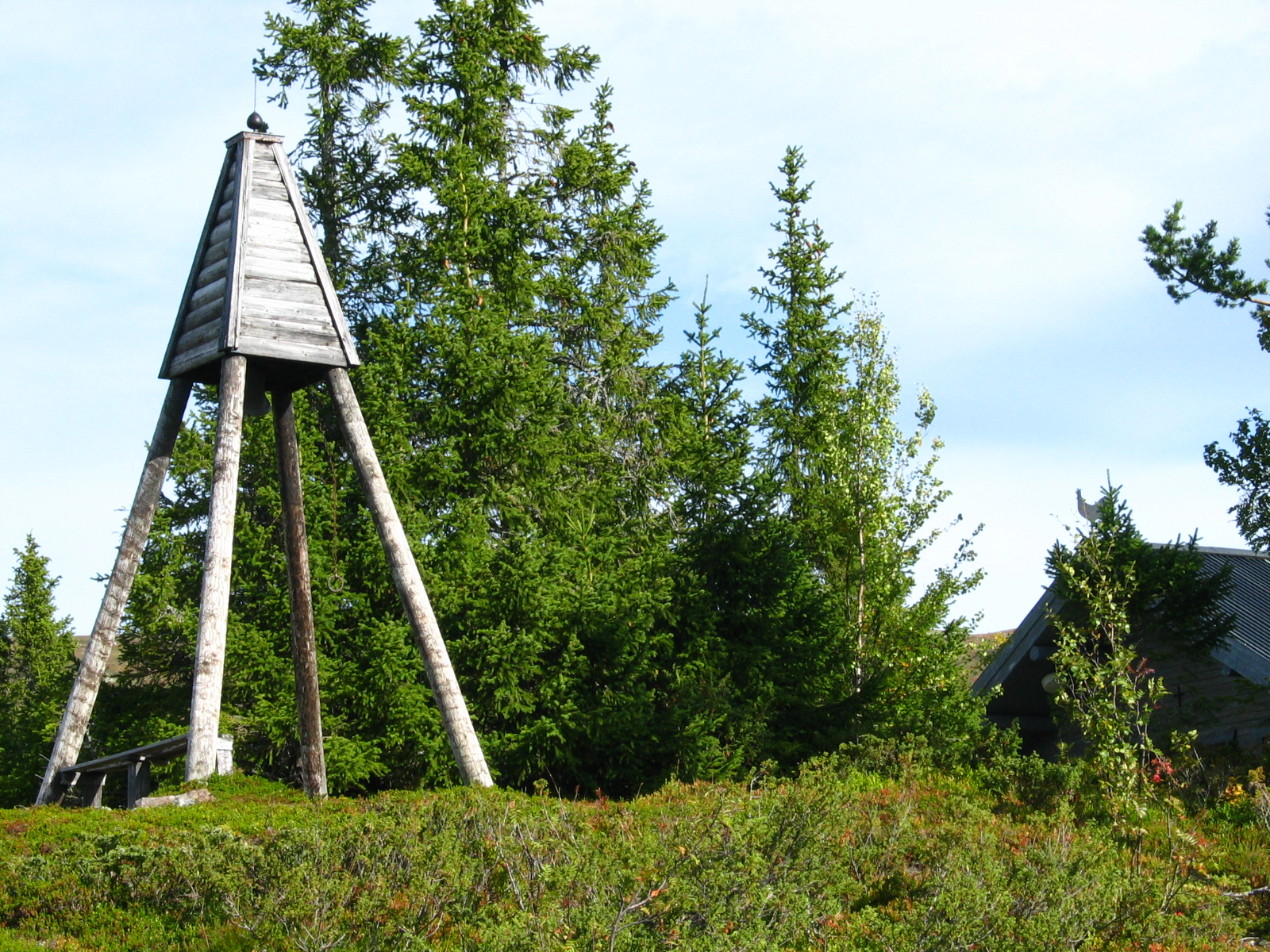
Klockstapeln vid kapellet

Nordost om Arådalen ligger fjällhöjden Hästryggen, vars fem toppar är Hundshögens utlöpare mot väster. Mellan topparna finns sadelskåror av samma typ som Dromsskåran. De har skurits ut av det smältvatten som rann från söder mot norr allteftersom inlandsisen minskade. På hästryggens sydvästsluttning finns ett stort antal skvalrännor som har bildats av det smältvatten som följde iskanten. Vattnet rann också ovanpå och under isen, men även utåt från iskanten. Det är därför som skvalrännorna har mycket oregelbundna former. Där de är som mest krokiga kallas de för skvalserpentiner. En speciell form av skvalrännor är de torrdalar som finns nere i fjällbjörkskogen vid fjällstationen. Välutbildade och långa slukåsar finns längs leden mot Gräftåvallen, strax ovan fjällstationen och på Lillfjället ovanför fäboden Östra Arådalen.
Isen har rundat av berggrundens former och beroende på isens rörelseriktning har bergsknallarna fått läsidor och stötsidor. Isen gröpte ur sprickor i berggrunden och formade runda u-dalar såsom den mäktiga dalgången vid Dörrsjöarna. Isräfflorna visar isens rörelseriktning genom att infrusna stenar och block gjort kraftiga rispor och spår i berget.
Dörrsjöarna ligger i en djupt nedskuren u-dal mellan Hundshögen och Storfjället. U-dalen har formats av flera inlandsisar. Efter den senaste istiden har frosten sprängt loss mängder av block från fjällsidorna. Blocken har samlats längre ned och på så vis jämnat ut dalgångens ursprungliga, extrema U-form. I dalformationen finns en enorm mängd avlagringar från avsmältningen av den istunga som sakta smälte av mot sydost. Enligt geologer torde det inte finnas någon motsvarighet till den mycket omfattande nedspolningen av grus inom något annat isavsmältningsområde. Sanduren och åsnätet är två anmärkningsvärda formationer vid Dörrsjöarna. Sandur är den isländska beteckningen för deltan som byggs upp på land framför en glaciär.
Arån rinner genom området och har bildat en dal som rymmer en ymnig fjällflora. I området finns många växtlokaler – allt från kalfjäll till rika kärr.

## Fjellbuom (Fjäll-fäbodarna)
Hela dalgången har historiskt haft stor betydelse som utmark (avratsland) för bönderna i Oviken och Myssjö med flera socknar. Området kallades år 1762 för Kronoavradslandet Arådalen, Sannbodarne och Budsjön (se kartan från år 1762) och innehades av bönderna i Oviken sedan år 1666 (vad man vet) där de sommartid hade omkring 360 nöt i dalgången tillsammans. År 1762 gränsade böndernas avratsland Arådals fäbodeskog om 3460 tunnland för 120 nöt vid sjön Glen till Lapparnes Avradsland nordväst om sjön Glen och mot bönderna i Slandroms Krono-avratsland väst om sjön Glen.
Där hade bönderna fäbodar med sommarbete och myrslåtter för boskapen, hjortronplockning samt jakt och fiske. 
I ”Natura 2000"-området finns fäbodområdet Öster Arådalen. Det är en fäbodvall med milsvid utsikt över Oviksfjällen. Fäboden har flera fäbodlotter, varav en fortfarande brukas traditionellt. Under ett par år på senare tid[när?] har dock inga betesdjur tagits till vallen på grund av problem med att finna djurskötare/butös. Planer finns att göra en ny väg för att förenkla för djurskötare/butaus. Markerna växer igen med framförallt enbuskar. Flera av byggnaderna är renoverade med hjälp av länsmuseet och i mycket fint skick. Det finns inga stängsel runt marken. Detta är Jämtlands läns bäst bevarade historiska fjällfäbodar. Den troligen ursprungliga vallarealen är bevarad, men måste röjas på grund av många grova enstammar, för att miljön i sin helhet skall kunna anses räddad.  
Även fäboden Västra Arådalen, invid turiststationen, är bevarad men i ett något yngre skick än Östra Arådalen. Endast en fäbodlott är kvar. Mellan fäbodarna går fortfarande den lättgångna och ursprungliga stigen, buföringsvägen.

## Butausan (vallflickorna)
Märta Häggkvist, född år 1912, talade vintern 2006 in en cd-skiva med minnen från ungdomsåren i Arådalen. Hon vistades under åtta somrar som butös i Arådalen från det hon var 13 år gammal. Hon berättade att det var två butöser som ansvarade för omkring 30 kor. Arbetet krävde goda matematiska kunskaper därför att bönderna, som ägde korna, ville få ost och smör exakt efter hur mycket deras egna kor mjölkade under sommaren. En gång var det dramatisk då en kvinna blev svårt sjuk. Märta Häggkvist och flera andra var tvungna att bära henne från Östa Arådalen till Glensjön (omkring 10 km). Där hämtades den sjuka med ett sjöflygplan. Det var det första flygplan som hon någonsin sett.
År 2010 och 2011 hette butausa (vallkvinnan) Birgitta Höglund. Hon och hennes man buför getter som älskar fjäll-enbuskar.

## Turism

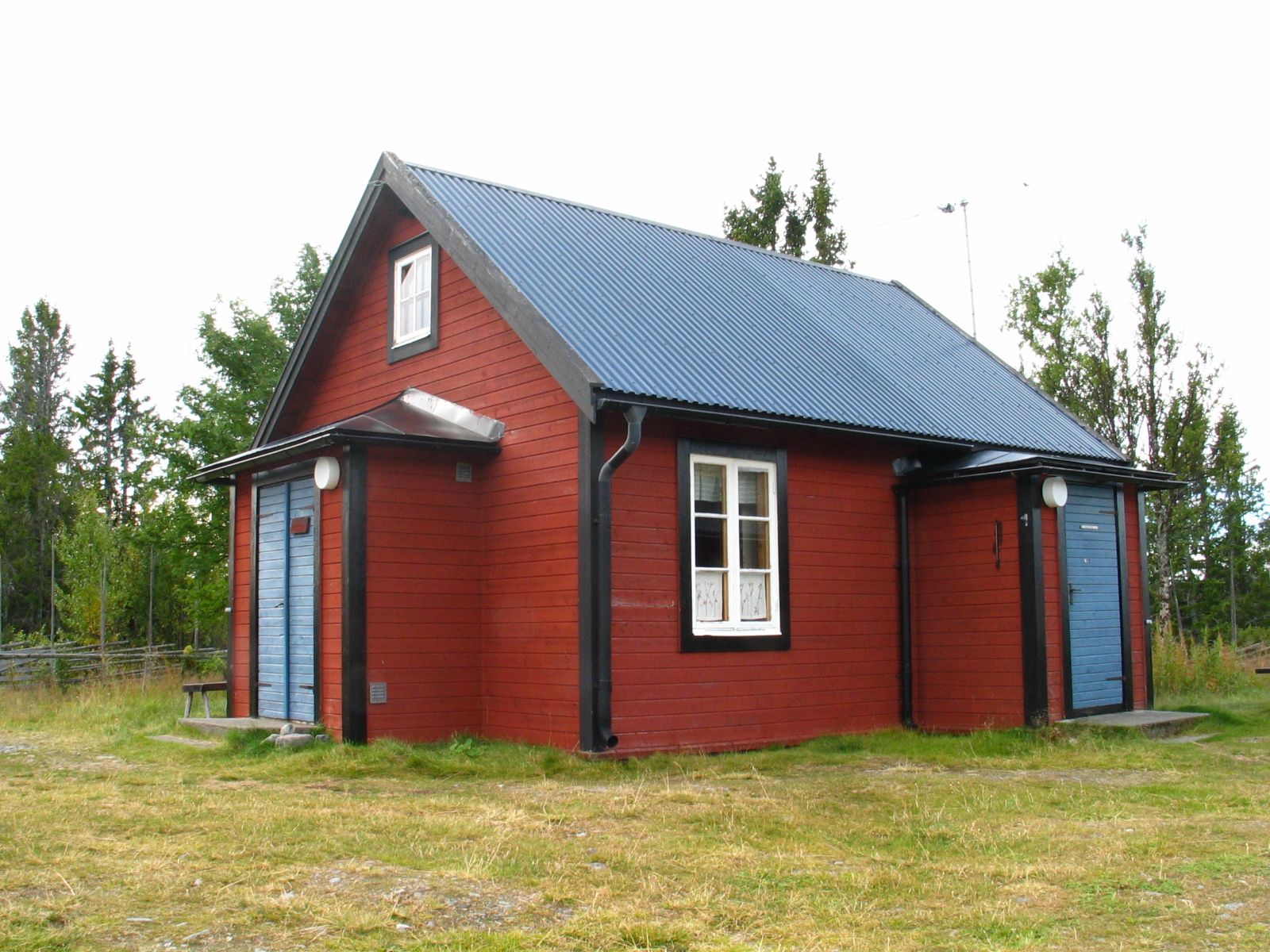
STF:s Arådalens turiststation

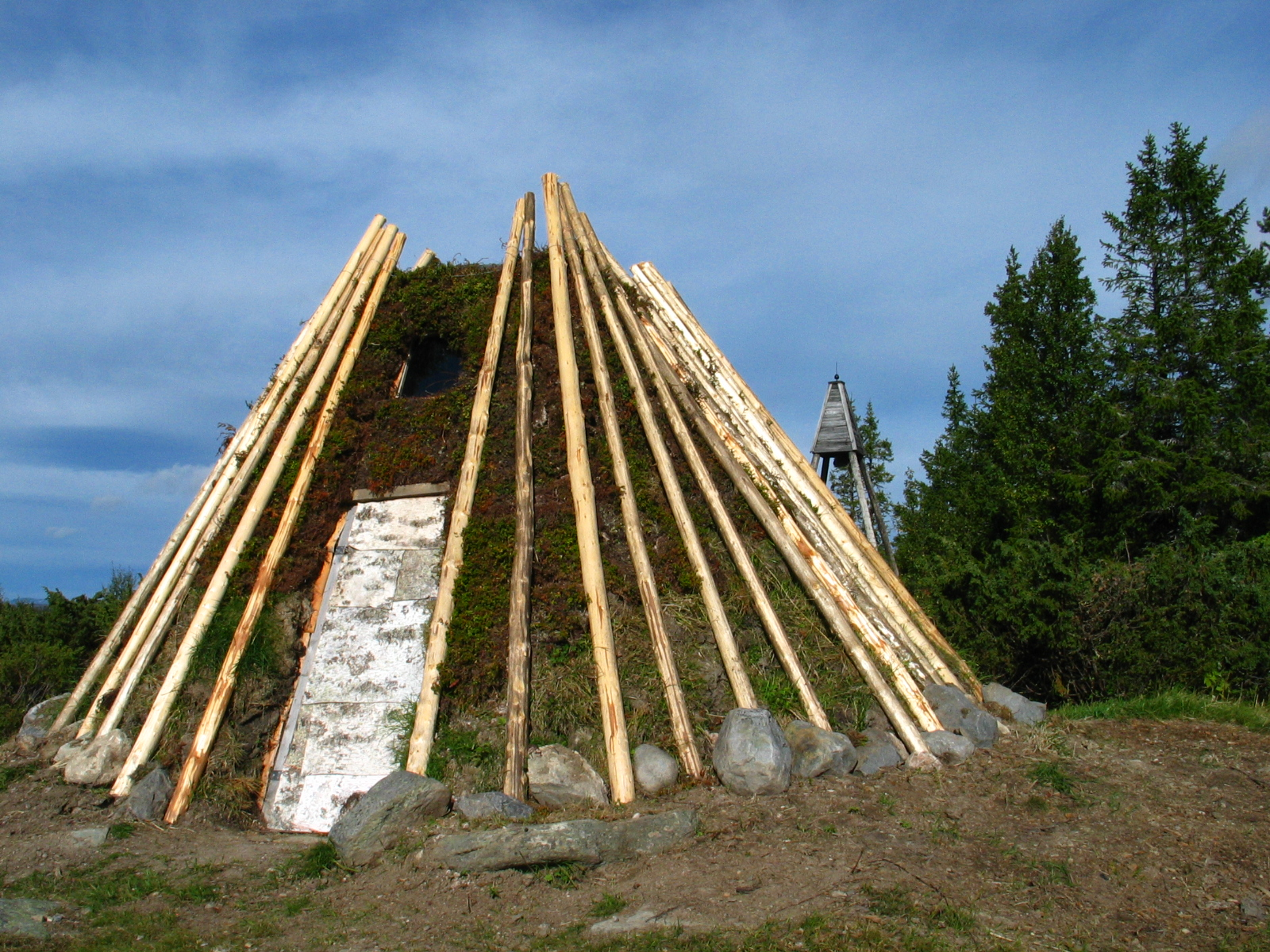
Kåta vid Arådalens turiststation

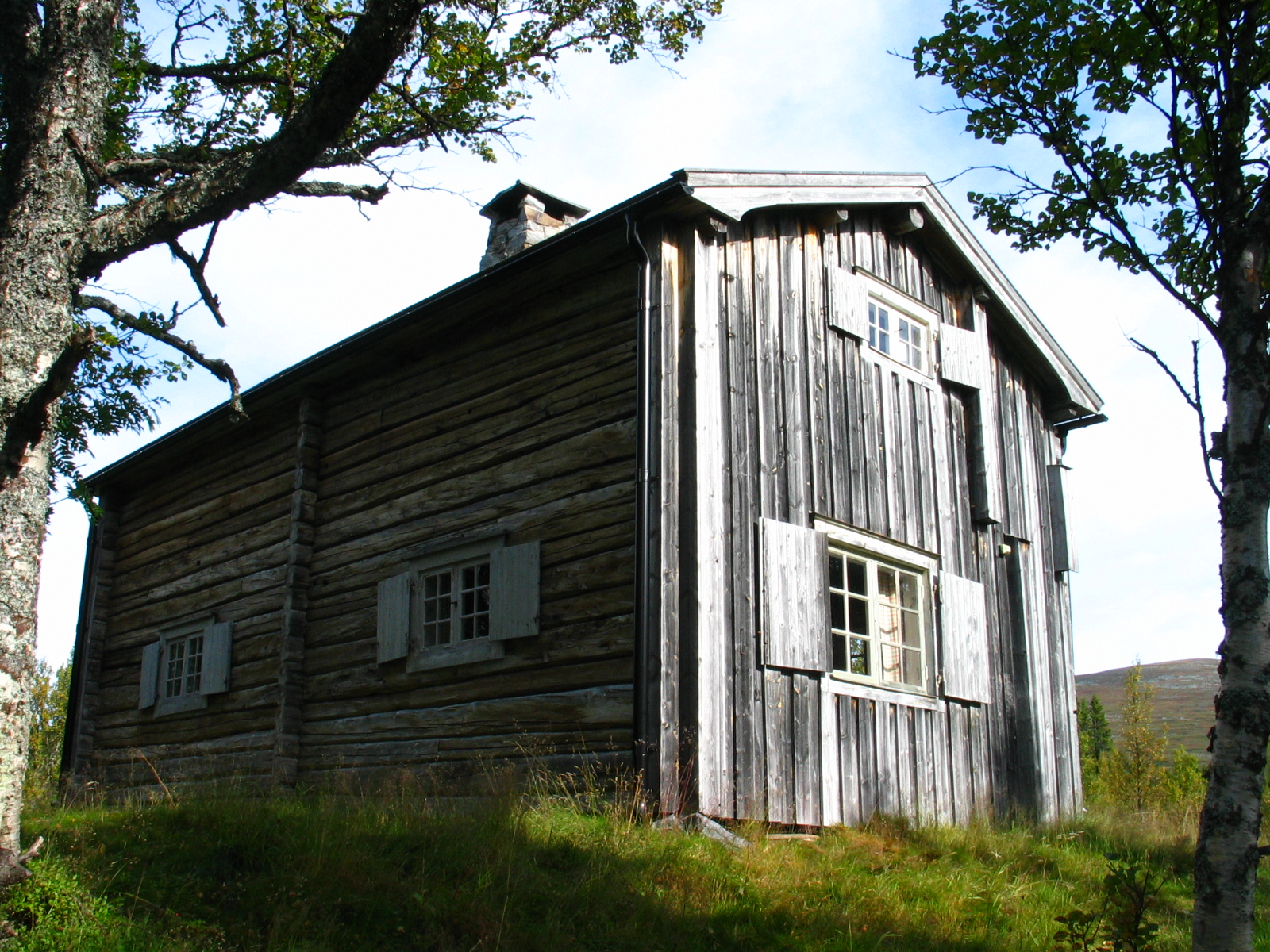
Backmans stuga i Arådalen. 100 m från turiststationen.

I Arådalen ligger Svenska turistföreningens (STF) näst äldsta turiststation (Arådalens turiststation). Den första turiststugan uppfördes 1895. År 1909 byggdes den nuvarande turiststationen. Turiststationen är numera öppen endast sommartid. Turiststationen ägs av Svenska kyrkan, men drivs av STF. 
Invid turiststationen finns ett kapell, byggt på 1970-talet, samt några kåtor. Kapellet tillhör Svenska kyrkan som även äger stora områden i Arådalen. Turiststationen och kapellet ligger vid den uppdämda Angelikasjön. Sjöns namn tyder på att det finns rikligt med Kvanne (Angelica archangelica) i området.
I Arådalen finns omfattande fritidsbebyggelse, men inte något liftsystem. I Arådalens västra del ligger samebyn Glen med 4–5 familjer. I norra delen av dalgången finns en renskiljningsplats. Vägen till Arådalen anlades åren 1958–1961. Dessförinnan saknades helt vägförbindelse.  Det är inte ovanligt få se renar med kalvar i området. Glens sameläger tillhör Tossåsens sameby.
Glensjön ligger 4 km från närmaste väg. Stigen till Glensjön kantas av gamla kåtaplatser som samerna för länge sedan bodde i innan de byggde sina hus i Glen. Det finns gamla fångstgropar i området. Väster om Glensjön ligger fjället Baltere. Området ligger i förbudszonen för skoterkörning.
Glensjön är känd för sitt öringsbestånd med ett rekord på över 9 kg. Storlekar runt 3–5 kg är vanliga. Sjön är cirka 4 km lång med några djuphål på 40–50 m. Vinterfiskeperioden från isläggningen fram till islossningen är den viktigaste fiskeperioden.

## Turismens historia i Arådalen
Svenska turistföreningen gav i början av 1900-talet ut ett antal "resplaner" till ledning för den tidens turister. I resplan "N:o 16" beskrevs en 11 dagar lång resa i juli–augusti sträckan Stockholm - Enafors - Sylarna - Helagsfjället - Ljungdalen - Storsjö - Tossåsen - Arådalen - Oviksfjällen - Bydalen - Västerfjället - Mörsil - Stockholm. Resplanen gavs ut som en tryckt skrift år 1912 med rubriken "Fjälltur". Det var alltså ett förslag till en fjälltur som utgick från Stockholm. Turisten skulle alltså planera för en tågresa och fotvandring. Det var långt innan det fanns vägar in i fjällvärlden. 

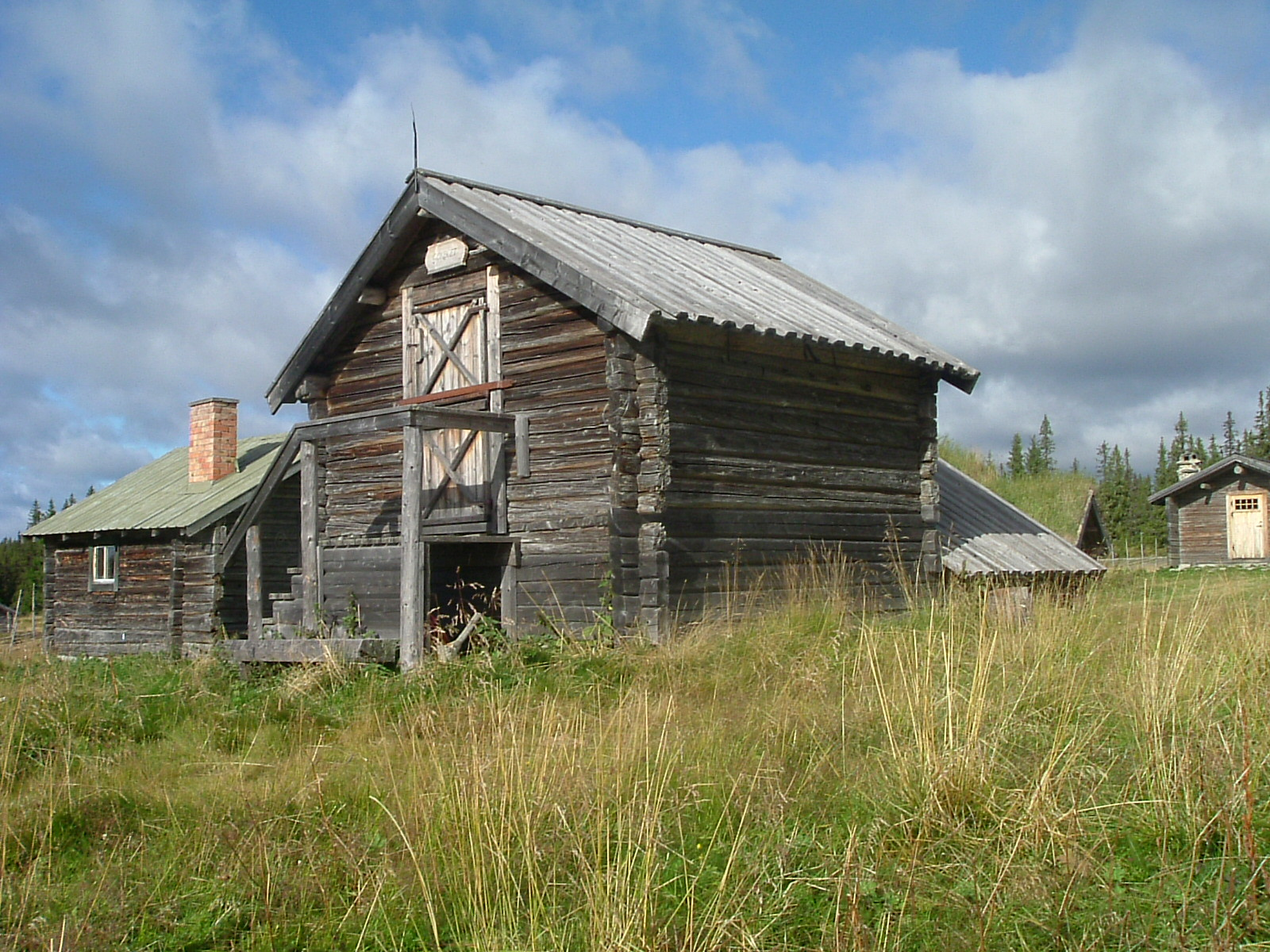
Fäbod

Söder om Arådalen (norr om Prästbodarna) finns ett naturreservat avsatt på Svenska kyrkans mark.

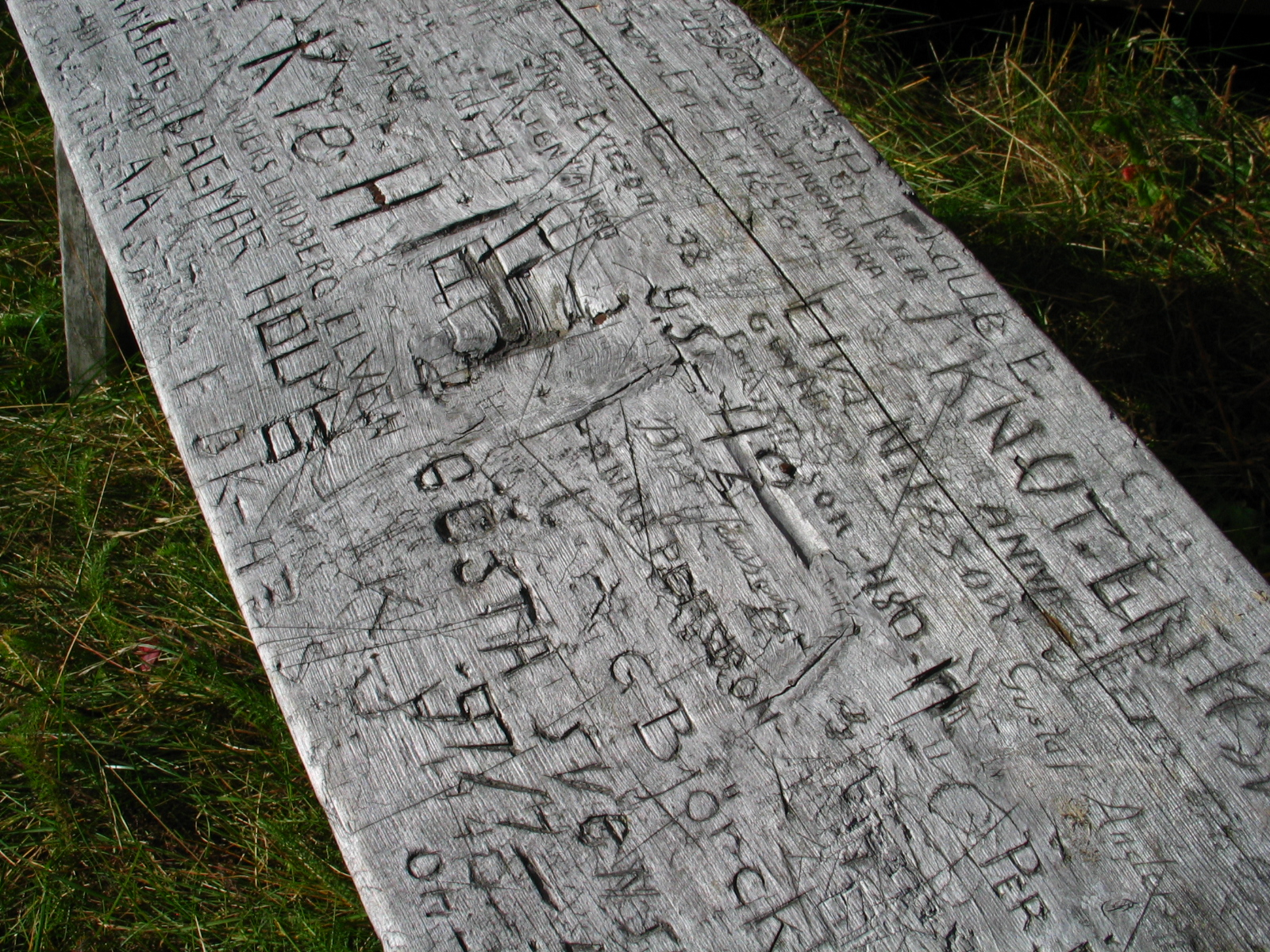
Sittbänk vid turiststationen med många decenniers ristningar